# Sodišinci
Sodišinci este o localitate din comuna Tišina, Slovenia, cu o populație de 212 locuitori.